# Victoria Miranda
Pour les articles homonymes, voir Miranda.
Victoria Miranda née le 5 juin 2000, est une joueuse de hockey sur gazon argentine. Elle évolue au poste de défenseure au CCBA et avec l'équipe nationale argentine.

## Carrière
- Elle a fait ses débuts en équipe première le 26 janvier 2019 à Córdoba contre la Belgique lors de la Ligue professionnelle 2019.

## Palmarès
- : 1re aux Jeux olympiques de la jeunesse en 2018.
- : 2e à la Ligue professionnelle 2020-2021.
- : 1re à la Ligue professionnelle 2021-2022.